# Ratko Svilar
Ratko Svilar (szerb nyelven: Ратко Свилар; Cservenka, 1950. május 6. –) jugoszláv válogatott szerb labdarúgó, edző.

## Pályafutása
Ratko Svilar a vajdasági Cservenka városában született 1950-ben, pályafutását pedig az alacsonyabb osztályú helyi csapatban kezdte. 1980-ban csatlakozott a belga Royal Antwerpenhez, előtte – egy rövid amerikai kitérőt leszámítva – a vajdasági FK Vojvodina csapatának kapusa volt. Tizenhat évet töltött itt, az 1991-92-es szezonban belga kupát nyert a csapattal. Egészen 46 éves koráig védett, ekkor vonult vissza, majd több alkalommal is edzőként segítette volt csapatát.
A jugoszláv válogatottban 1976. szeptember 25-én debütált az olaszok ellen, összesen kilenc alkalommal lépett pályára a nemzeti csapatban, részt vett az 1982-es világbajnokságon is.

## Magánélete
Fia, Mile Svilar szintén labdarúgó, a portugál Benfica kapusa.
2009. augusztus 8-án súlyos égési sérüléseket szenvedett otthonában az arcán és a hátán, három napig mesterséges kómában feküdt.

## Külső hivatkozások
- Royal Antwerp profil
- Válogatott statisztikája Archiválva 2017. november 7-i dátummal a Wayback Machine-ben
- Ratko Svilar adatlapja a National-Football-Teams.com oldalon (angolul)

- NASL Jerseys profil